# Merionoeda guerryi
Merionoeda guerryi är en skalbaggsart som först beskrevs av Maurice Pic 1904.  Merionoeda guerryi ingår i släktet Merionoeda och familjen långhorningar. Inga underarter finns listade i Catalogue of Life.